# اختلال شخصیت خودشیفته (ترانه)
«اختلال شخصیت خودشیفته» (به انگلیسی: NARCISSISTIC PERSONALITY DISORDER) تک‌آهنگی از اودتاری می‌باشد که در آلبوم چندآهنگهٔ او تحت عنوان سیزده غم قرار دارد. این ترانه در جدول ترانه‌های برتر رقص/الکترونیک ایالات متحده به رتبهٔ ۱۱ دست یافته‌است.